# Enfield (Nouvelle-Écosse)
Enfield est une ville-dortoir du comté de Hants dans la grande banlieue d’Halifax, capitale de la Nouvelle-Écosse au Canada. Elle est établie dans la vallée de la rivière Shubénacadie.

## Histoire
Les premières concessions de terre furent données en 1760 dans ce qui allait devenir Enfield. Le premier lopin sur la rive opposée de la rivière Shubénacadie revint à Benjamin Franklin qui y fit construire une auberge, le Wayside Inn, qu'il confia à un certain monsieur Hall. Le premier colon dans le district fut Andrew Horne. Le site du village fut successivement appelé Nine Mile River, Douglas  ou The Crossing. Il prit le nom de Enfield en 1863, à la suite d'une suggestion faite à une réunion publique de 1862 par un résident qui avait provenait de Enfield (Connecticut). 
La population augmenta rapidement lors des travaux sur le canal de Shubénacadie et de le chemin de fer Intercolonial vers Truro (Nouvelle-Écosse) au XIXe siècle. Le canal joignait la baie de Fundy à Halifax, utilisant plusieurs lacs et cours d'eau comme la rivière Shubénacadie, pour le transport par petit bateau. Il fut supplanté par le chemin de fer en 1871. Enfield devint un important arrêt dans les deux systèmes. 
Avec le développement d’Halifax et du système routier dans la seconde moitié du vingtième siècle, Enfield devint une banlieue-dortoir pour les travailleurs du centre-ville de la capitale et de l'aéroport international  Stanfield d'Halifax.
En avril 2020, le tireur responsable de la Tuerie à la chaîne de 2020 en Nouvelle-Écosse est abattu par la PMRC à Enfield dans une station-service lors une chasse à l'homme.

## Économie

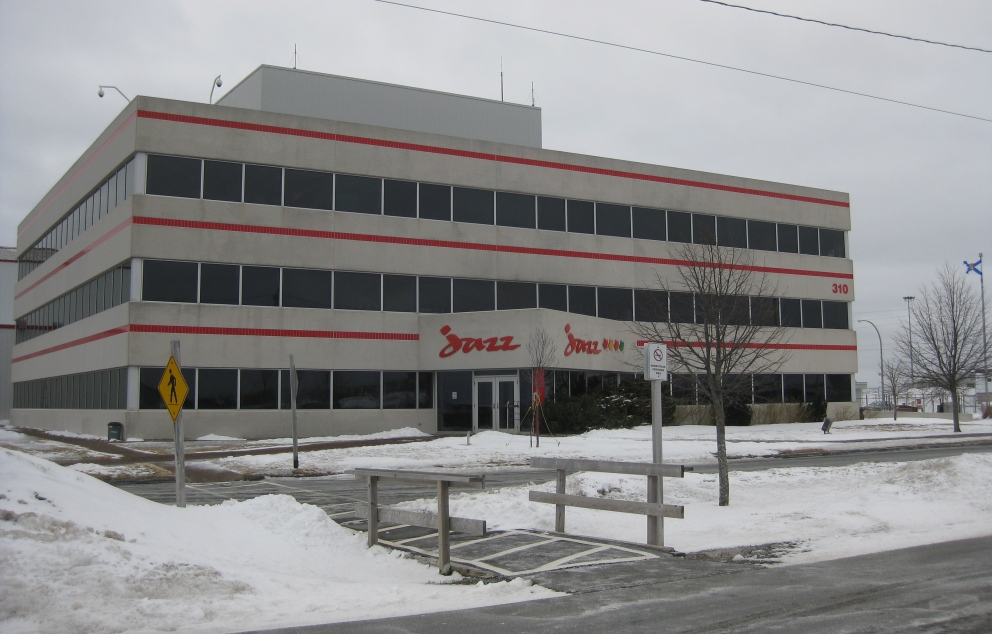
Siège social de Jazz Air, une filiale de Air Canada

Étant près de l'aéroport d'Halifax, Enfield accueille le siège social régional de Jazz Air, de CanJet et de Maritime Air Charter.

## Résidents connus
- Artist Hip-hop Classified
- Lutteur professionnel Lincoln Steen
- Fameux prospecteur canadien Edmund Horne